# Mistrzostwa świata w koszykówce mężczyzn
Mistrzostwa świata w koszykówce mężczyzn (do 2010 r. FIBA World Championship, od 2014 r. FIBA Basketball World Cup) – międzynarodowy turniej koszykarski, mający na celu wyłonienie najlepszej męskiej reprezentacji narodowej na świecie. Rozgrywany cyklicznie od 1950 r. i organizowany pod egidą Międzynarodowej Federacji Koszykówki (FIBA).
Reprezentacja Polski na MŚ w Urugwaju w 1967 r. zajęła 5. miejsce, a w 2019 r. w Chinach – 8. miejsce.

## Medaliści
| Rok  | Gospodarz                    | Złoto             | Srebro            | Brąz              |
| ---- | ---------------------------- | ----------------- | ----------------- | ----------------- |
| 1950 | Argentyna                    | Argentyna         | Stany Zjednoczone | Chile             |
| 1954 | Brazylia                     | Stany Zjednoczone | Brazylia          | Filipiny          |
| 1959 | Chile                        | Brazylia          | Stany Zjednoczone | Chile             |
| 1963 | Brazylia                     | Brazylia          | Jugosławia        | ZSRR              |
| 1967 | Urugwaj                      | ZSRR              | Jugosławia        | Brazylia          |
| 1970 | Jugosławia                   | Jugosławia        | Brazylia          | ZSRR              |
| 1974 | Portoryko                    | ZSRR              | Jugosławia        | Stany Zjednoczone |
| 1978 | Filipiny                     | Jugosławia        | ZSRR              | Brazylia          |
| 1982 | Kolumbia                     | ZSRR              | Stany Zjednoczone | Jugosławia        |
| 1986 | Hiszpania                    | Stany Zjednoczone | ZSRR              | Jugosławia        |
| 1990 | Argentyna                    | Jugosławia        | ZSRR              | Stany Zjednoczone |
| 1994 | Kanada                       | Stany Zjednoczone | Rosja             | Chorwacja         |
| 1998 | Grecja                       | Jugosławia        | Rosja             | Stany Zjednoczone |
| 2002 | Stany Zjednoczone            | Jugosławia        | Argentyna         | Niemcy            |
| 2006 | Japonia                      | Hiszpania         | Grecja            | Stany Zjednoczone |
| 2010 | Turcja                       | Stany Zjednoczone | Turcja            | Litwa             |
| 2014 | Hiszpania                    | Stany Zjednoczone | Serbia            | Francja           |
| 2019 | Chiny                        | Hiszpania         | Argentyna         | Francja           |
| 2023 | Filipiny/ Japonia/ Indonezja | Niemcy            | Serbia            | Kanada            |
| 2027 | Katar                        |                   |                   |                   |

## Klasyfikacja medalowa
| Msc.  | Reprezentacja     | złoto | srebro | brąz | Łącznie |
| ----- | ----------------- | ----- | ------ | ---- | ------- |
| 1.    | Stany Zjednoczone | 5     | 3      | 4    | 12      |
| 2.    | Jugosławia        | 5     | 3      | 2    | 10      |
| 3.    | ZSRR              | 3     | 3      | 2    | 8       |
| 4.    | Brazylia          | 2     | 2      | 2    | 6       |
| 5.    | Hiszpania         | 2     | 0      | 0    | 2       |
| 6.    | Argentyna         | 1     | 2      | 0    | 3       |
| 7.    | Niemcy            | 1     | 0      | 1    | 2       |
| 8.    | Rosja             | 0     | 2      | 0    | 2       |
| =     | Serbia            | 0     | 2      | 0    | 2       |
| 10.   | Grecja            | 0     | 1      | 0    | 1       |
| =     | Turcja            | 0     | 1      | 0    | 1       |
| 12.   | Chile             | 0     | 0      | 2    | 2       |
| =     | Francja           | 0     | 0      | 2    | 2       |
| 14.   | Chorwacja         | 0     | 0      | 1    | 1       |
| =     | Filipiny          | 0     | 0      | 1    | 1       |
| =     | Kanada            | 0     | 0      | 1    | 1       |
| =     | Litwa             | 0     | 0      | 1    | 1       |
| Razem | Razem             | 19    | 19     | 19   | 57      |